# Bellechasse (circonscription provinciale)
Pour les articles homonymes, voir Bellechasse (homonymie).
Circonscription électorale provinciale du Canada
Bellechasse est une circonscription électorale provinciale du Québec située dans la région de Chaudière-Appalaches. 
La circonscription est composée à grande majorité de francophones. Le taux de chômage y était, en 2016, plus faible que la moyenne québécoise (4,2 % au lieu de 7,2 %).

## Historique
La circonscription de Bellechasse a été créée officiellement en 1867 lors de la fondation de la fédération canadienne, mais elle existait sous ce nom depuis 1829.
Elle est restée relativement peu changée dans les dernières décennies. Elle a récupéré une partie du territoire du district de Dorchester en 1972. En 1980 et en 2001 ses limites sont modifiées. Lors de la refonte de la carte électorale de 2011, elle a absorbé 2 947 électeurs de la circonscription de Lévis, et lors de la refonte de 2017 ses limites ne sont pas modifiées.

## Territoire et limites
La circonscription de Bellechasse traverse la région de Chaudière-Appalaches et du fleuve Saint-Laurent jusqu'à la frontière canado-américaine. Elle s'étend sur 3 066,42 km2 et depuis 2011 couvre le territoire des vingt-neuf municipalités suivantes :
- Armagh[4],
- Beaumont[4],
- Honfleur[4],
- La Durantaye[5],
- Lac-Etchemin[4],
- Notre-Dame-Auxiliatrice-de-Buckland[5],
- Saint-Anselme[4],
- Saint-Camille-de-Lellis[5],
- Saint-Charles-de-Bellechasse[4],
- Saint-Cyprien[5],
- Saint-Damien-de-Buckland[5],
- Sainte-Claire[4],
- Sainte-Justine[4],
- Sainte-Rose-de-Watford[4],
- Sainte-Sabine[5],
- Saint-Gervais[4],
- Saint-Henri[4],
- Saint-Lazare-de-Bellechasse[4],
- Saint-Léon-de-Standon[5],
- Saint-Louis-de-Gonzague[4]
- Saint-Luc-de-Bellechasse[4]
- Saint-Magloire[4]
- Saint-Malachie[5],
- Saint-Michel-de-Bellechasse[4],
- Saint-Nazaire-de-Dorchester[5]
- Saint-Nérée-de-Bellechasse[5]
- Saint-Philémon[5]
- Saint-Raphaël[4]
- Saint-Vallier[4].

Elle comprend également une partie de l’arrondissement Desjardins de Lévis située au sud de l'autoroute Jean-Lesage.

## Liste des députés

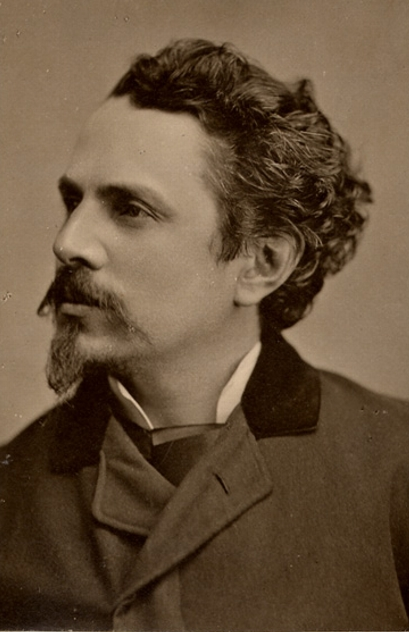
Henri-Edmond Faucher de Saint-Maurice est député de 1881 à 1890 pour le Parti conservateur du Québec.

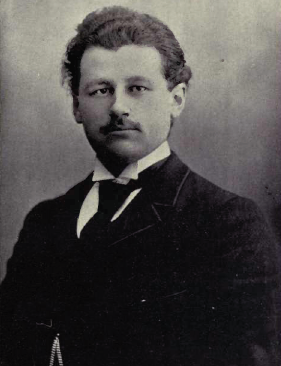
Adélard Turgeon est député de 1890 à 190 pour le Parti libéral du Québec.

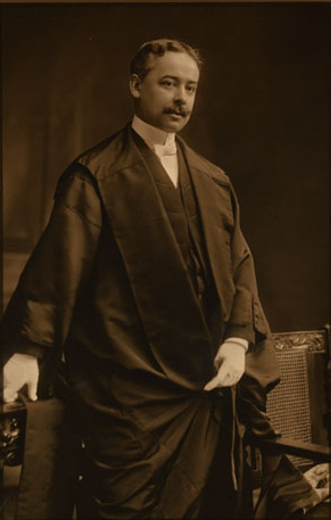
Antonin Galipeault est député de 1909 à 1930 pour le Parti libéral du Québec.

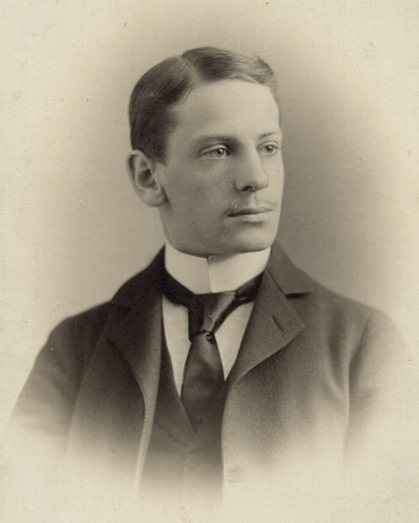
Robert Taschereau est député de 1930 à 1936 pour le Parti libéral du Québec.

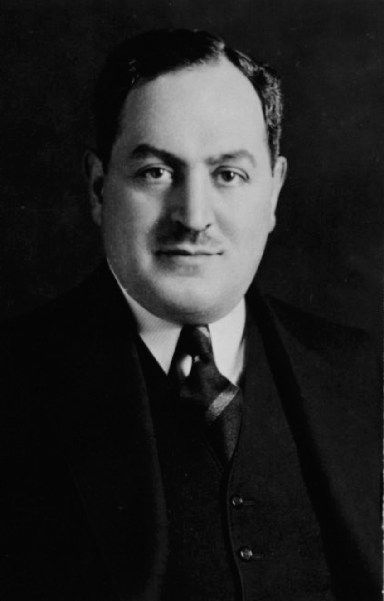
Valmore Bienvenue est député de 1939 à 1948 pour le Parti libéral du Québec.

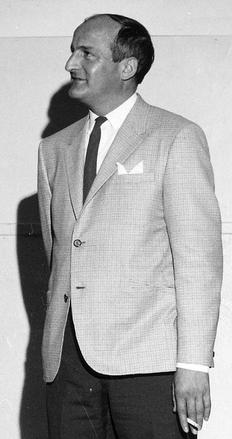
Gabriel Loubier est député de 1962 à 1973 pour l'Union nationale.

| Années | Années          | Député                                          | Parti               |
| ------ | --------------- | ----------------------------------------------- | ------------------- |
|        | 1867 - 1871     | Onésime Pelletier                               | Libéral             |
|        | 1871 - 1875     | Onésime Pelletier                               | Libéral             |
|        | 1875 - 1878     | Pierre Fradet                                   | Conservateur        |
|        | 1878 - 1881     | Pierre Boutin                                   | Libéral             |
|        | 1881 - 1886     | Narcisse-Henri-Édouard Faucher de Saint-Maurice | Conservateur        |
|        | 1886 - 1890     | Narcisse-Henri-Édouard Faucher de Saint-Maurice | Conservateur        |
|        | 1890 - 1892     | Adélard Turgeon                                 | Libéral             |
|        | 1892 - 1897     | Adélard Turgeon                                 | Libéral             |
|        | 1897            | Adélard Turgeon                                 | Libéral             |
|        | 1897 - 1900     | Adélard Turgeon                                 | Libéral             |
|        | 1900 - 1904     | Adélard Turgeon                                 | Libéral             |
|        | 1904 - 1905     | Adélard Turgeon                                 | Libéral             |
|        | 1905 - 1907     | Adélard Turgeon                                 | Libéral             |
|        | 1907 - 1908     | Adélard Turgeon                                 | Libéral             |
|        | 1908 - 1909     | Adélard Turgeon                                 | Libéral             |
|        | 1909 - 1912     | Antonin Galipeault                              | Libéral             |
|        | 1912 - 1916     | Antonin Galipeault                              | Libéral             |
|        | 1916 - 1919     | Antonin Galipeault                              | Libéral             |
|        | 1919            | Antonin Galipeault                              | Libéral             |
|        | 1919 - 1923     | Antonin Galipeault                              | Libéral             |
|        | 1923-1927       | Antonin Galipeault                              | Libéral             |
|        | 1927-1930       | Antonin Galipeault                              | Libéral             |
|        | 1930            | Robert Taschereau                               | Libéral             |
|        | 1931 - 1935     | Robert Taschereau                               | Libéral             |
|        | 1935 - 1936     | Robert Taschereau                               | Libéral             |
|        | 1936-1939       | Émile Boiteau                                   | Union nationale     |
|        | 1939 - 1944     | Valmore Bienvenue                               | Libéral             |
|        | 1944 - 1948     | Valmore Bienvenue                               | Libéral             |
|        | 1948 - 1952     | Paul-Eugène Bélanger                            | Union nationale     |
|        | 1952 - 1956     | Alphée Poirier                                  | Union nationale     |
|        | 1956 - 1960     | Alphée Poirier                                  | Union nationale     |
|        | 1960 - 1962     | Gustave Plante                                  | Libéral             |
|        | 1962 - 1966     | Gabriel Loubier                                 | Union nationale     |
|        | 1966 - 1970     | Gabriel Loubier                                 | Union nationale     |
|        | 1970 - 1973     | Gabriel Loubier                                 | Union nationale     |
|        | 1973 - 1976     | Pierre Mercier                                  | Libéral             |
|        | 1976 - 1981     | Bertrand Goulet                                 | Union nationale     |
|        | 1981 - 1985     | Claude Lachance                                 | Parti québécois     |
|        | 1985 - 1989     | Louise Bégin                                    | Libéral             |
|        | 1989 - 1994     | Louise Bégin                                    | Libéral             |
|        | 1994 - 1998     | Claude Lachance                                 | Parti québécois     |
|        | 1998 - 2003     | Claude Lachance                                 | Parti québécois     |
|        | 2003 - 2007     | Dominique Vien                                  | Libéral             |
|        | 2007 - 2008     | Jean Domingue                                   | Action démocratique |
|        | 2008 - 2012     | Dominique Vien                                  | Libéral             |
|        | 2012 - 2014     | Dominique Vien                                  | Libéral             |
|        | 2014 - 2018     | Dominique Vien                                  | Libéral             |
|        | 2018 - 2022     | Stéphanie Lachance                              | Coalition avenir    |
|        | 2022 - en cours | Stéphanie Lachance                              | Coalition avenir    |

Légende: Les années en italiques indiquent les élections partielles, tandis que le nom en gras signifie que la personne est un chef de parti politique.

## Résultats électoraux
|                                                                                               | Nom                     | Parti            | Nombre de voix | %      | Maj.  |
| --------------------------------------------------------------------------------------------- | ----------------------- | ---------------- | -------------- | ------ | ----- |
|                                                                                               | Stéphanie Lachance      | Coalition avenir | 15 065         | 45,7 % | 3 453 |
|                                                                                               | Michel Tardif           | Conservateur     | 11 612         | 35,3 % | -     |
|                                                                                               | Jean-Daniel Fontaine    | Parti québécois  | 2 908          | 8,8 %  | -     |
|                                                                                               | Jérôme D'Auteuil Sirois | Québec solidaire | 1 988          | 6 %    | -     |
|                                                                                               | François Bégin          | Libéral          | 1 360          | 4,1 %  | -     |
| Total                                                                                         | Total                   | Total            | 32 933         | 100 %  |       |
| Le taux de participation lors de l'élection était de 73,9 % et 497 bulletins ont été rejetés. |                         |                  |                |        |       |

|                                                                                               | Nom                       | Parti                | Nombre de voix | %      | Maj.  |
| --------------------------------------------------------------------------------------------- | ------------------------- | -------------------- | -------------- | ------ | ----- |
|                                                                                               | Stéphanie Lachance        | Coalition avenir     | 16 302         | 53,8 % | 8 079 |
|                                                                                               | Dominique Vien (sortante) | Libéral              | 8 223          | 27,2 % | -     |
|                                                                                               | Benoit Comeau             | Québec solidaire     | 2 272          | 7,5 %  | -     |
|                                                                                               | Benoît Béchard            | Parti québécois      | 2 198          | 7,3 %  | -     |
|                                                                                               | Dominique Messner         | Conservateur         | 976            | 3,2 %  | -     |
|                                                                                               | Simon Guay                | Bloc pot             | 200            | 0,7 %  | -     |
|                                                                                               | Sébastien Roy             | Alliance provinciale | 103            | 0,3 %  | -     |
| Total                                                                                         | Total                     | Total                | 30 274         | 100 %  |       |
| Le taux de participation lors de l'élection était de 70,1 % et 535 bulletins ont été rejetés. |                           |                      |                |        |       |

|                                                                                               | Nom                       | Parti            | Nombre de voix | %      | Maj.  |
| --------------------------------------------------------------------------------------------- | ------------------------- | ---------------- | -------------- | ------ | ----- |
|                                                                                               | Dominique Vien (sortante) | Libéral          | 15 843         | 49,3 % | 5 175 |
|                                                                                               | Stéphanie Lachance        | Coalition avenir | 10 668         | 33,2 % | -     |
|                                                                                               | Linda Goupil              | Parti québécois  | 4 283          | 13,3 % | -     |
|                                                                                               | Benoit Comeau             | Québec solidaire | 865            | 2,7 %  | -     |
|                                                                                               | Patrice Aubin             | Conservateur     | 378            | 1,2 %  | -     |
|                                                                                               | Mathilde Lefebvre         | Option nationale | 116            | 0,4 %  | -     |
| Total                                                                                         | Total                     | Total            | 32 153         | 100 %  |       |
| Le taux de participation lors de l'élection était de 75,2 % et 316 bulletins ont été rejetés. |                           |                  |                |        |       |

|                                                                                               | Nom                       | Parti              | Nombre de voix | %      | Maj. |
| --------------------------------------------------------------------------------------------- | ------------------------- | ------------------ | -------------- | ------ | ---- |
|                                                                                               | Dominique Vien (sortante) | Libéral            | 13 119         | 40,7 % | 698  |
|                                                                                               | Christian Lévesque        | Coalition avenir   | 12 421         | 38,5 % | -    |
|                                                                                               | Clément Pouliot           | Parti québécois    | 4 896          | 15,2 % | -    |
|                                                                                               | Benoit Comeau             | Québec solidaire   | 989            | 3,1 %  | -    |
|                                                                                               | Patrice Aubin             | Classe moyenne     | 344            | 1,1 %  | -    |
|                                                                                               | Linda Beaudoin            | Conservateur       | 215            | 0,7 %  | -    |
|                                                                                               | Sébastien Ruel            | Équipe autonomiste | 156            | 0,5 %  | -    |
|                                                                                               | Christine Lavoie          | Unité nationale    | 115            | 0,4 %  | -    |
| Total                                                                                         | Total                     | Total              | 32 255         | 100 %  |      |
| Le taux de participation lors de l'élection était de 76,1 % et 393 bulletins ont été rejetés. |                           |                    |                |        |      |

|                                                                                               | Nom                     | Parti               | Nombre de voix | %      | Maj.  |
| --------------------------------------------------------------------------------------------- | ----------------------- | ------------------- | -------------- | ------ | ----- |
|                                                                                               | Dominique Vien          | Libéral             | 10 530         | 47,7 % | 2 932 |
|                                                                                               | Jean Domingue (sortant) | Action démocratique | 7 598          | 34,4 % | -     |
|                                                                                               | Jerry Beaudoin          | Parti québécois     | 3 450          | 15,6 % | -     |
|                                                                                               | Jean-Nicolas Denis      | Québec solidaire    | 518            | 2,3 %  | -     |
| Total                                                                                         | Total                   | Total               | 22 096         | 100 %  |       |
| Le taux de participation lors de l'élection était de 64,4 % et 289 bulletins ont été rejetés. |                         |                     |                |        |       |

|                                                              | Nom                       | Parti               | Nombre de voix | %      | Maj.  |
| ------------------------------------------------------------ | ------------------------- | ------------------- | -------------- | ------ | ----- |
|                                                              | Jean Domingue             | Action démocratique | 12 715         | 48,5 % | 3 711 |
|                                                              | Dominique Vien (sortante) | Libéral             | 9 004          | 34,4 % | -     |
|                                                              | Sylvie Vallières          | Parti québécois     | 3 521          | 13,4 % | -     |
|                                                              | Ghislain Gaulin           | Vert                | 512            | 2 %    | -     |
|                                                              | Colin Perreault           | Québec solidaire    | 460            | 1,8 %  | -     |
| Total                                                        | Total                     | Total               | 26 212         | 100 %  |       |
| Le taux de participation lors de l'élection était de 76,8 %. |                           |                     |                |        |       |

|                                                              | Nom                       | Parti               | Nombre de voix | %      | Maj.  |
| ------------------------------------------------------------ | ------------------------- | ------------------- | -------------- | ------ | ----- |
|                                                              | Dominique Vien            | Libéral             | 9 658          | 37,6 % | 1 151 |
|                                                              | Serge Carbonneau          | Action démocratique | 8 507          | 33,1 % | -     |
|                                                              | Claude Lachance (sortant) | Parti québécois     | 7 084          | 27,6 % | -     |
|                                                              | Serge Castonguay          | Vert                | 314            | 1,2 %  | -     |
|                                                              | Mario Ouellette           | UFP                 | 134            | 0,5 %  | -     |
| Total                                                        | Total                     | Total               | 25 697         | 100 %  |       |
| Le taux de participation lors de l'élection était de 76,1 %. |                           |                     |                |        |       |

## Référendums
|  | Référendum                     | % du OUI | % du NON | Taux de participation |
|  | Référendum de 1980             | 38,88 %  | 61,12 %  | 82,19 %               |
|  | Accord de Charlottetown (1992) | 42,64 %  | 57,36 %  | 77,19 %               |
|  | Référendum de 1995             | 47,15 %  | 52,85 %  | 90,78 %               |